# Arne Tammen
Arne Tammen (* 29. Januar 1972 in Sande) ist ein ehemaliger deutscher Fußballspieler. 

## Karriere
Arne Tammen gab bereits mit 18 Jahren beim VfB Oldenburg in der 2. Bundesliga 1990/91 sein Profidebüt. 1991/92 wäre er mit seinem Verein fast in die Bundesliga aufgestiegen, auch wenn Tammen in jener Saison kein Profi-Spiel bestritt. 1992/93 spielte er in 12 Spielen für Oldenburg und verließ den Verein, der aus der zweiten Liga abstieg, nach Saisonende. Er wechselte zum BV Cloppenburg, mit dem er 1995 in die Regionalliga aufstieg und gleich wieder abstieg. Danach, 1996, zog es ihn zurück zum VfB Oldenburg, der wieder in die 2. Bundesliga aufgestiegen war. Hier blieb er jedoch nur eine Saison (Oldenburg stieg 1996/97 direkt wieder ab) und ging 1997 zur SpVgg Unterhaching, mit der er im Jahre 1999 die höchste deutsche Spielklasse erreichte. Ein Spiel (Im Gelsenkirchener Parkstadion, gegen den FC Schalke 04 wurde er in der 76. Minute eingewechselt) absolvierte er schlussendlich in der Bundesliga. Bei den Münchner Vorstädtern spielte Tammen bis 2000.
2001 ging er zum VfL Osnabrück, mit dem er 2003/04 noch einmal in der 2. Liga spielte. Ab 2004 spielte er dann wieder in der Regionalliga, zunächst bei Preußen Münster, und in der Saison 2006/07 bei Kickers Emden.
Beim VfL Oldenburg ließ er ab 2007 seine Karriere ausklingen. Doch lief es bei seiner letzten Station nicht optimal: Tammen verletzte sich im November 2007 schwer, sodass er lange Zeit ausfiel und schließlich in der Winterpause 2008/09 als Abgang gemeldet wurde.